# La Pava
La Pava es un corregimiento que junto a Olá cabecera, el Cope, El Palmar y el Picacho conforman el distrito de Olá en la provincia de Coclé, República de Panamá. La localidad tiene 1.444 habitantes (2010).su cabecera es el poblado de Nuestro Amo, algunas de sus comunidades son La Pava Cabecera, Guirí, Palo Verde, sus principales actividades de sustento son: la ganadería, la siembra de cebolla, melón, Sandía maiz y Arroz entre otros.